# Unité de planification et d'alerte rapide
L’unité de planification de la politique et d'alerte rapide (UPPAR) est créée par le traité d'Amsterdam au sein du Secrétariat général du Conseil de l'Union européenne, celle-ci est placée sous l'autorité du Haut représentant de l'Union pour les affaires étrangères et la politique de sécurité.

## Fonctions
L'unité assure la cohérence de la politique étrangère et de sécurité commune (PESC). Pour cela, elle surveille et analyse les développements de la PESC, évalue les intérêts de l'Union, identifie les évènements internationaux, les crises potentielles susceptibles d'avoir une influence sur la PESC, et élabore des documents sur la politique à suivre par le Conseil,.

## Sources